# René Doumer
Pour les articles homonymes, voir Doumer.
René Doumer, né le 31 octobre 1887 et mort pour la France le 26 avril 1917, est un as de l'aviation de la Première Guerre mondiale, avec sept victoires reconnues en combat aérien. Il est l’un des fils du président de la République Paul Doumer.

## Biographie
Né le 31 octobre 1887, René Léon Doumer est le quatrième enfant de Blanche Richel et de Paul Doumer, qui sera successivement député de Laon, ministre, gouverneur général de l'Indochine, sénateur puis président de la République. Comme lui, trois autres des frères mourront pour la France en raison de la Grande Guerre.
Ayant obtenu son baccalauréat puis une licence de droit, René Doumer effectue son service militaire de 1908 à 1910 au 67e régiment d'infanterie. Il en sort avec le grade de sous-lieutenant de réserve et trouve un emploi à la Banque de France, travaillant aux succursales de Reims et de Nancy, où il se marie avec la fille du directeur, Marie Henriette Lucie Clotilde Matray, le 13 juin 1911.

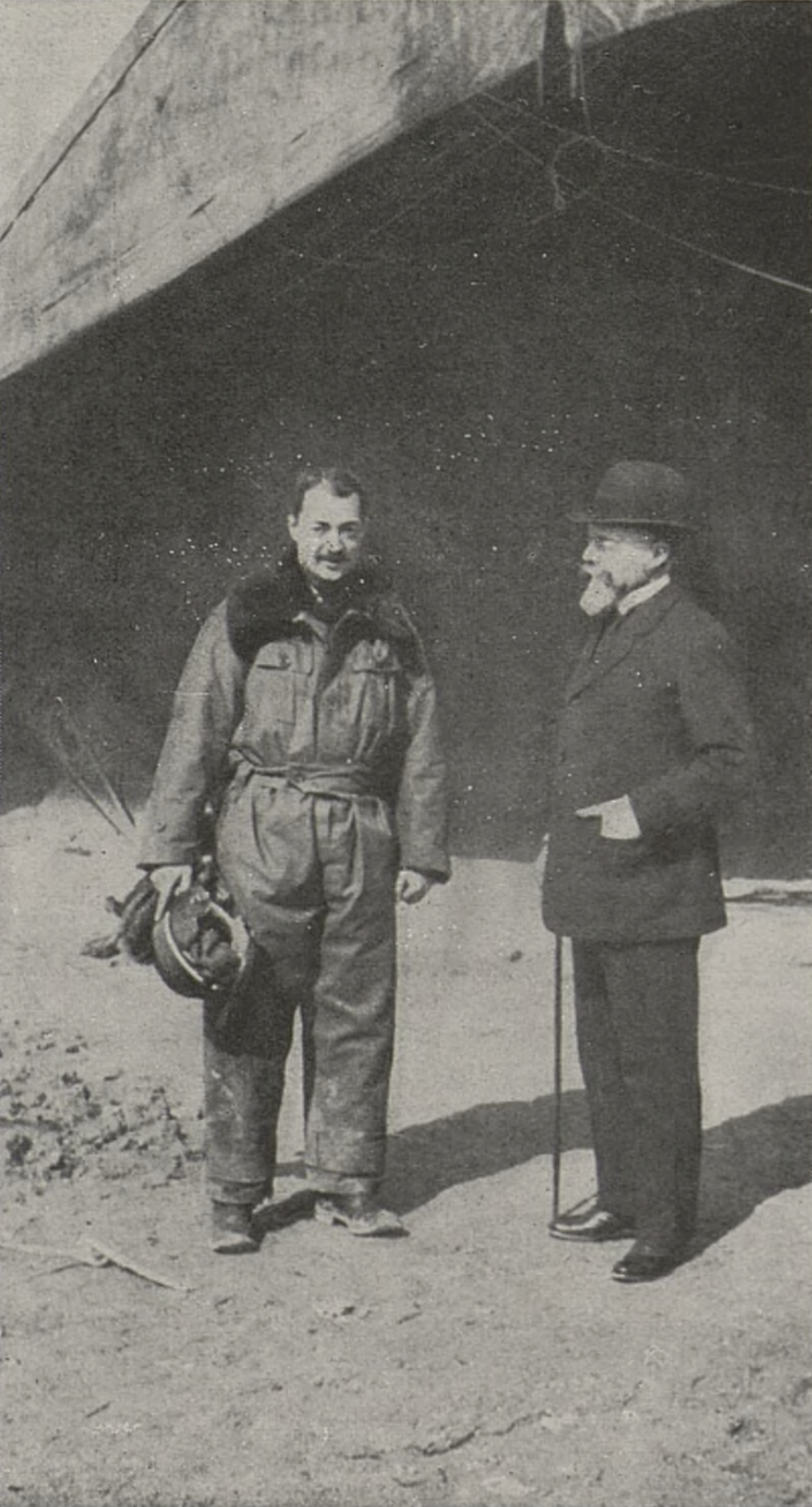
René Doumer (à gauche) et son père Paul Doumer dans un aérodrome, printemps 1916

Quand éclate la Première Guerre mondiale, il est mobilisé comme sous-lieutenant au 2e bataillon de chasseurs. Il est grièvement blessé lors des premiers engagements, ce qui lui vaut d'être décoré de la Légion d'honneur le 17 septembre 1914. Après sa convalescence, durant laquelle il est promu au grade de lieutenant, il passe dans l'aviation à la fin de l'année 1915. Après avoir terminé son cursus dans les écoles de pilotage, il est affecté à l'escadrille C 64 équipée d'appareils Caudron, où il remporte deux victoires aériennes à bord d'un Caudron G.4 bimoteur. Muté dans la chasse, il est affecté à l'escadrille N 76 équipée de Nieuport, dont il prend le commandement en 1917. Il y devient un as en remportant sa 5e victoire homologuée le 23 janvier 1917, ce qui lui vaut l'honneur d'être mentionné dans le communiqué aux armées du 17 février 1917. Il remporte deux autres victoires lors des combats aériens ayant lieu au moment de l'offensive française du chemin des Dames, mais est abattu le 26 avril 1917, sous les balles du pilote allemand Erich Hahn (en).

## Distinctions
- Chevalier de la Légion d'honneur (1914)
- Croix de guerre 1914-1918

## Liste des victoires
| Numéro | Date            | Appareil piloté | Appareil adverse | Issue du combat | Lieu                       | Note                                                            |
| ------ | --------------- | --------------- | ---------------- | --------------- | -------------------------- | --------------------------------------------------------------- |
| 1      | 19 mars 1916    | Caudron         | LVG C            | Abattu          | Pontfaverger-Moronvilliers |                                                                 |
| 2      | 30 mars 1916    | Caudron         | Fokker Eindecker | Abattu          | Sainte-Marie-à-Py          | Victoire partagée avec le soldat Janotte en observateur         |
| 3      | 23 octobre 1916 | Nieuport        | Avion allemand   | Abattu          | Azannes                    |                                                                 |
| 4      | 23 octobre 1916 | Nieuport        | Avion allemand   | Abattu          | Romagne                    |                                                                 |
| 5      | 23 janvier 1917 | Nieuport        | Avion allemand   | Abattu          | Craonne                    | Victoire partagée avec René Georges Bazinet, chasseur sur Spad. |
| 6      | 17 mars 1917    | Nieuport        | biplace allemand | Abattu          | Corbeny                    | Victoire partagée avec René Georges Bazinet, chasseur sur Spad. |
| 7      | 28 mars 1917    | Nieuport        | Avion allemand   | Abattu          | Berméricourt               |                                                                 |